# Ecclinusa bullata
Espèce
Statut de conservation UICN

LCD2 : Préoccupation mineure
Classification phylogénétique
Ecclinusa bullata est une espèce de plantes à fleurs de la famille des Sapotaceae. C'est un arbuste originaire de l'Amazonie. 

## Répartition
Espèce endémique aux forêts denses non inondées de l'État d'Amazonas au Venezuela et les sites adjacents au Brésil.